# Курантовский институт математических наук
Курантовский институт математических наук (англ. The Courant Institute of Mathematical Sciences, CIMS) — независимое подразделение Нью-Йоркского университета, основанное в 1935 году. Считается одним из ведущих образовательных и научно-исследовательских центров в мире.

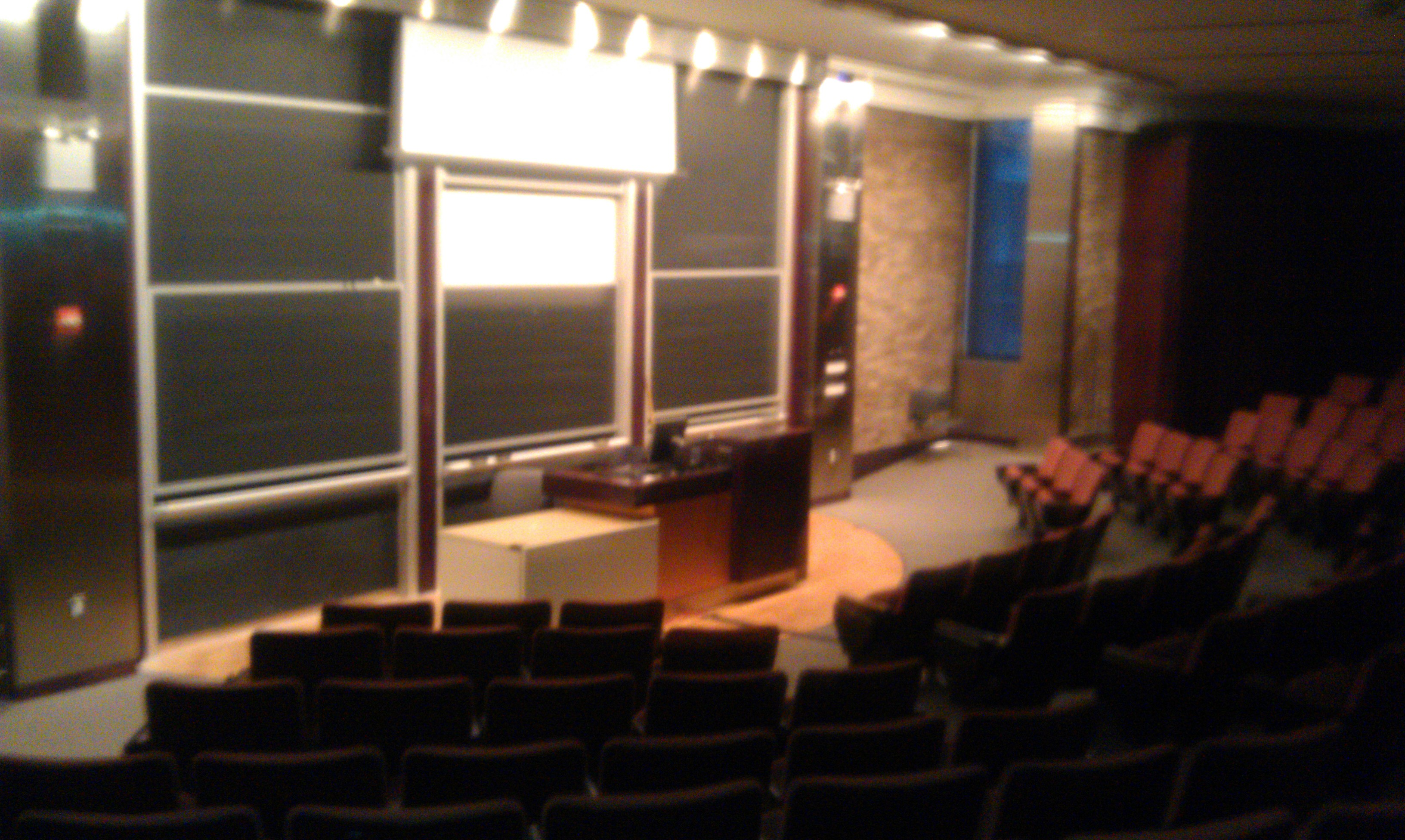
Лекционный зал Курантовского института в здании Warren Weaver Hall

Институт специализируется на прикладной математике, математическом анализе и компьютерных вычислениях для решения научных задач. На уравнениях в частных производных и их прикладном применении. В области научных вычислений, уделяется внимание теории, языкам программирования, компьютерной графике и параллельным вычислениям. Сильной стороной института также является геометрия.
Институт активно сотрудничал и сотрудничает с корпорациями IBM и Microsoft (Microsoft Research).

## История
Время основания института приходится на середину 1930-х годов, когда приглашённому из Германии профессору Рихарду Куранту было поручено основать кафедру математики при Нью-Йоркской высшей школе искусств и наук. Курант привлёк для работы некоторых своих учеников и молодых коллег из Германии. 
Среди них были такие крупные математики как Курт Отто Фридрихс, Джеймс Джонстон Стокер, Джон Фриц. До 1946 года, помимо чисто математических исследований и преподавания, на кафедре велась работа по проблемам применения математики в области военного дела.
В 1946 году кафедра была преобразована в «Институт математики и механики», который «вскоре стал одним из крупнейших в мире центров математических исследований и математического образования». Применительно к этому периоду стоит отметить работу профессора Морриса Кляйна над математическими аспектами распространения электромагнитных волн и создание подразделения по исследованию электромагнетизма (англ. Institute’s Division of Wave Propagation and Applied Mathematics).
В 1952 году институт был переименован в Институт математических наук. В этом же году при институте был организован крупный центр вычислительной и прикладной математики, где Комиссия Соединённых штатов по атомной энергетике установила один из первых в Нью-Йоркском университете компьютер, лучший по тем временам. Это привело к созданию Курантовской лаборатории математики и компьютерных вычислений. В 1954 году был образован отдел магнитной гидродинамики; в 1978 году — отдел вычислительной гидродинамики.
Курантовским институт стал называться в честь своего основателя с 1958 года — после ухода Рихарда Куранта в связи с возрастом и в соответствии с законами США с поста официального директора.

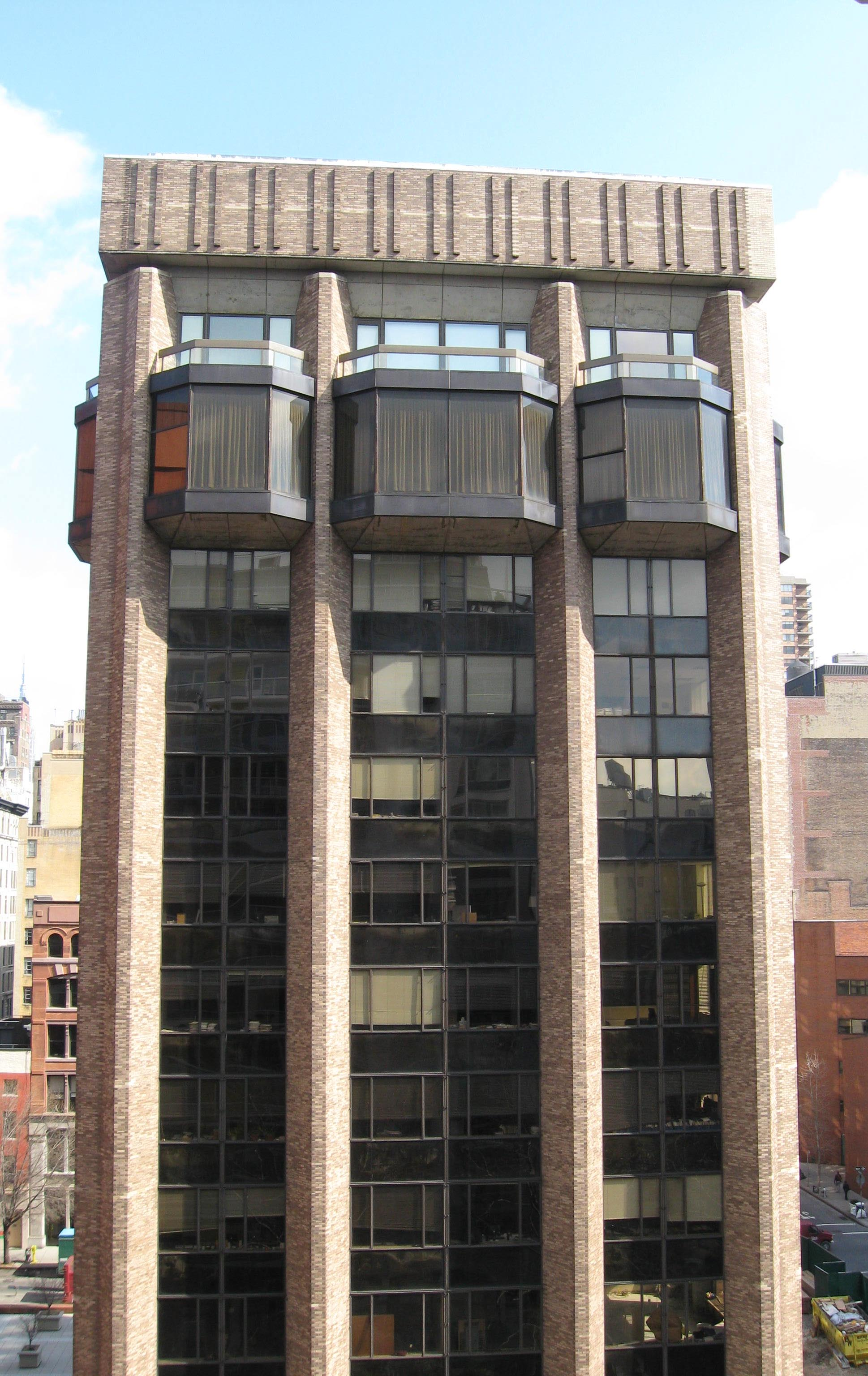
Здание Warren Weaver Hall на Меркер-стрит — университетской территории в нью-йоркском районе Гринвич-Виллидж

В марте 1965 года Курантовский институт переехал в новое огромное четырнадцатиэтажное здание на Мерсер-стрит, недалеко от площади Вашингтона. В 1965 году Курантовский институт имел в своем составе 346 учёных-исследователей, администраторов и служащих, из них около 100 учёных со степенью доктора, а также более 600 студентов старших курсов — математиков (graduate students) и аспирантов, проходящих обучение при Институте. В первые годы своего существования Математический институт был расположен в чердачном помещении, где ранее находилась шляпная фабрика.

## Директора института
- Рихард Курант (1935—1958)
- Джеймс Стокер (1958—1966)
- Курт O. Фридрихс (1966—1967)
- Юрген Мозер (1967—1970)
- Луис Найренберг (1970—1972)
- Питер Лакс (1972—1980)
- Сатхамангалам Рави Сриниваса Варадхан (1980—1984)
- Кэтлин Моравец (1984—1988)
- Генри Маккин[англ.] (1988—1994)
- Дэвид В. Маклафлин (1994—2002)
- Чарльз М. Ньюман[англ.] (2002—2006)
- Лэсли Грингард[англ.] (2006—2011)
- Жерар Бен Ару[англ.] (2011—2016)
- Ричард Джон Коул[англ.] (2016—2017)
- Рассел Кафлиш[англ.] (2017—наст. время)